# 難波大道
難波大道（なにわたいどう）は、大阪府大阪市の難波宮から大阪府堺市の竹内街道にかけて存在した古代の官道である。
難波宮の廃絶以来、長らく正確な場所は忘れ去られていたが、戦後山根徳太郎らによって難波宮が発見されると、1970年に大道の存在も岸俊男によって推定されるようになる。そして1980年、難波宮の中心線上南方約10キロメートルにある大和川今池遺跡の発掘調査において幅19メートルの飛鳥時代の道路跡が検出され、調査担当の森村健一によって難波大道と命名された。

## 歴史
日本書紀の仁徳天皇14年条に「是歳、大道（）を京（）の中に作る）南の門より直に指して、丹比邑（）に至る。」とあり、推古天皇21年条に「難波よりに（みやこ）至るまでに大道を（おほち）置く。」という記述があり、難波大道と竹内街道・横大路のことを指すと考えられている。
難波宮の南門から南に延びる朱雀大路という道路があり、その大路沿いに天王寺区細工谷遺跡や堂の芝廃寺、四天王寺や伶人町遺跡があり、そこからさらに南に道路が延びていたことが発掘調査で分かった。
1980年（昭和55年）に堺市北区常磐町で、下水処理場の新設工事中に幅18メートルの道路遺構が発見され、同地が難波宮正中線上に位置し、さらに出土品も難波宮とほぼ同時代のものであることなどから難波大道の遺構であると考えられている。発掘調査報告書によると、側溝からの出土品との関連から、7世紀中期の孝徳天皇の時代に設置されたものではないかという説を立てている。
北端は難波宮（大阪市中央区）で、南端は長尾街道・竹内街道・河内和泉国境との交点のいずれか（全て堺市）（国の境目にあった為、後に堺と呼ばる）と考えられる。竹内街道との接点にあたる堺市北区金岡町の金岡神社東側に、難波大道に由来する「大道町」という字名が残っている。大阪市天王寺区南部の「大道」（）という地名はこの道路に由来するものである。
また、大阪市住吉区と同市東住吉区の区境（長居公園通から大和川まで）および堺市と松原市の市境（大和川から大泉緑地北西まで）が南北に約4キロメートルに渡ってほぼ直線状に引かれているが、これも難波大道に由来するものである。この市境は、長尾街道までは摂津国（後に和泉国）と河内国の国境でもあった。
2014年には沿道府県市町村により「竹内街道・横大路～難波から飛鳥へ日本最古の官道（大道）～1400年活性化実行委員会」が発足した。